# Cantata Santa María de Iquique (álbum de 1978)
Cantata Santa María de Iquique es el décimo cuarto álbum de estudio de la banda chilena Quilapayún, publicado en 1978. Corresponde a una segunda grabación del álbum original Cantata de Santa María de Iquique, cuyas cintas másteres fueron destruidas durante la dictadura militar de Chile.
Fue grabada por la banda en su exilio en Europa, siendo parte de la letra original de Luis Advis modificada a pedido de Quilapayún por el escritor argentino Julio Cortázar, muy a pesar del primero. No obstante, Quilapayún siguió interpretando en vivo la versión original de la cantata.

## Lista de canciones
| N.º | Título                        | Duración |  |
| 1.  | «Pregón»                      |          |  |
| 2.  | «Preludio instrumental»       |          |  |
| 3.  | «Relato I»                    |          |  |
| 4.  | «Canción I»                   |          |  |
| 5.  | «Interludio instrumental I»   |          |  |
| 6.  | «Relato II»                   |          |  |
| 7.  | «Canción II [Vamos mujer]»    |          |  |
| 8.  | «Interludio instrumental II»  |          |  |
| 9.  | «Relato III»                  |          |  |
| 10. | «Interludio cantado»          |          |  |
| 11. | «Relato IV»                   |          |  |
| 12. | «Canción III»                 |          |  |
| 13. | «Interludio instrumental III» |          |  |
| 14. | «Relato V»                    |          |  |
| 15. | «Canción letanía»             |          |  |
| 16. | «Canción IV»                  |          |  |
| 17. | «Canción pregón»              |          |  |
| 18. | «Canción final»               |          |  |